# Jorge Homero Giraldo
Jorge Homero Giraldo Gutiérrez (Andalucía, 6 de enero de 1954) es un abogado y político colombiano, que se desempeñó como miembro de la Cámara de Representantes de Colombia por Valle del Cauca.

## Biografía
Nació en enero de 1954 en Andalucía, al oriente del Departamento de Valle del Cauca. Es abogado de la Universidad Central del Valle, con especializaciones en Administración Pública de la Universidad del Valle y en Derecho Constitucional de la Universidad Libre de Colombia.
Comenzó su carrera política desde joven: Incluso antes de terminar su carrera profesional fue elegido concejal de Andalucía, a nombre del Partido Liberal, en 1972. Ocupó su escaño en el concejo durante 20 años, hasta que en las elecciones regionales de 1992 es elegido diputado a la Asamblea Departamental del Valle del Cauca, siendo reelecto en 1994 y 1997.
En 2000 no aspira a un cuarto término para poder presentarse como candidato a la Cámara de Representantes, siendo electo en marzo de 2002. En los comicios de 2006 consigue renovar su escaño y es elegido Segundo Vicepresidente de la Cámara de Representantes.
Sirvió como Secretario de Gobierno de Valle del Cauca durante el mandato del gobernador Ubeimar Delgado; en tal calidad se desempeñó como Gobernador Encargado de Valle del Cauca en 2014.